# Dâ
Der Dâ (frz. und frp. Le Dâ) ist ein gut 4 Kilometer langer rechter Zufluss des Corjon, der ein Nebenfluss der Broye im Kanton Freiburg ist. Er entwässert eine Fläche am Rand der Freiburger Voralpen im Südwesten des Flussgebiets des Rheins. Das Quellgebiet des Dâ liegt direkt an der Europäischen Hauptwasserscheide zwischen den Einzugsgebieten des Rheins und der Rhone.

## Geographie

### Verlauf
Der Bach fliesst in einem Tal, dessen untere Flanken bewaldet sind, zwischen den Alpweiden von Le Lanciau und Les Prévondes gegen Nordwesten. Er nimmt aus dem feuchten Berggebiet mehrere weitere Nebenbäche auf; der grösste ist der Ruisseau du Mollard Marmet. 300 Meter tiefer als im Quellgebiet fliesst der Bach nordöstlich an den Feldfluren Mollie Progin und Mollie Dessous vorbei, die zu der Freiburger Alpwirtschaftszone Alpettes gehören; mollie (oder auch moille, mouille und ähnlich) ist ein weit verbreiteter Flurname der Frankoprovenzalischen Sprache, der ursprünglich «Feuchtgebiet» und oft Weideflächen so wie in diesem Fall bei Semsales bezeichnet. Der Wildbach passiert mit Wasserfällen zwei tief in das Kalksteingebirge eingeschnittene Felsschluchten. Ganz nah am Tobel des Dâ fliesst auf seiner rechten Seite der Bergbach Ruisseau des Cloisons vom Berghang des Niremont herunter; er mündet jedoch nicht in den Dâ, sondern erreicht über den Bach Riau Vésenand die Broye.
Nach einem Lauf von 2,5 Kilometern verlässt der Dâ beim Weidegebiet Pra de La Sauge am Bergfuss den Wald und tritt in die offene Landschaft des Corjontals hinaus, dessen Oberfläche von Molassehügeln und Gletschermoränen geprägt ist. Die Hauptstrasse 12 von Châtel-Saint-Denis nach Bulle und die Autobahn A12 überqueren den Bachlauf an der gleichen Stelle, direkt daneben führen die Strassen Chemin de la Lavanche und Chemin du Liavau und in der Nähe auch die Bahnlinie Bulle–Palézieux sowie mehrere Wirtschaftswege über den Bach, der bei der Flur Moille Grolley von rechts in den Corjon mündet.
Dem Dâ folgt fast auf seiner ganzen Länge die Gemeindegrenze zwischen Semsales im Norden und Châtel-Saint-Denis im Süden.
Sein etwa 4,1 km langer Lauf endet ungefähr 663 Höhenmeter unterhalb der Quelle und hat somit ein mittleres Sohlgefälle von etwa 16 %.

### Einzugsgebiet
Das 2,71 km² grosse Einzugsgebiet des Dâ liegt in den Freiburger Voralpen und wird durch ihn über den Corjon, die Broye, den Zihlkanal, die Aare und den Rhein zur Nordsee entwässert.
Es grenzt
- im Norden und Nordosten an das Einzugsgebiet des Riau Vésenand und im Nordosten an das der Mortivue, die beide in die Broye münden;
- im Osten an das des Chah, der über die Trême und die Saane in die Aare entwässert;
- im Südosten an jene des Ruisseau de Perry, des Ruisseau de la Frasse und des Ruisseau de Montgevin, die über die Veveyse de Châtel, die Veveyse, den Genfersee und die Rhône in das Mittelmeer entwässern;
- im Süden an das des Ruisseau du Mottu, der in den Corjon mündet, und
- im Südwesten an das des Corjon direkt.

Die mittlere Höhe beträgt 1116,7 m ü. M., und die höchste Erhebung ist der Niremont mit einer Höhe von 1514 m ü. M. im Südosten des Einzugsgebiets.
Das Einzugsgebiet besteht zu 39,6 % aus bestockter Fläche, zu 58,5 % aus Landwirtschaftsfläche und zu 1,9 % aus Siedlungsfläche.
Die Flächenverteilung

### Zuflüsse
- Ruisseau du Mollard Marmet (links), 2,6 km